# خورشیدگرفتگی ۲۹ مارس ۲۰۰۶
خورشیدگرفتگی ۲۹ مارس ۲۰۰۶ (به انگلیسی: Solar eclipse of March 29, 2006) یک خورشیدگرفتگی از نوع خورشیدگرفتگی کلی است. این خورشیدگرفتگی در تاریخ ۲۹ مارس ۲۰۰۶ میلادی (‎۹ فروردین ۱۳۸۵ خورشیدی) روی داد که زمان اوج آن، ساعت ۱۰:۱۲:۲۳ به‌وقت ساعت هماهنگ جهانی بوده‌است. مدت زمان و طول این خورشیدگرفتگی ۴ دقیقه و ۷ ثانیه بود.
در روز چهار شنبه، ۹ فروردین ۱۳۸۵ (۲۹ مارس ۲۰۰۶)، گرفت کلی خورشید در نوار باریکی که نیمی از کرهٔ زمین را احاطه می‌کرد، قابل رؤیت بود. سایهٔ کامل ماه سفر خود را از برزیل آغاز کرد و پس از عبور از اقیانوس اطلس، پا به قارهٔ آفریقا گذاشته و سپس خود را به دریای مدیترانه زد و با عبور از سراسر کشور ترکیه و قسمتی از روسیه، سرانجام گرفت در مغولستان به هنگام پایان روز، پایان یافت.
نیم سایه ماه نیز در بیشتر مناطق آفریقا، اروپا و خاورمیانه گسترده شد و ساکنان این مناطق توانستند به تماشای گرفت جزئی خورشید بنشینند.
بهترین مکان برای دیدن این خورشید گرفتگی در ایران آذربایجان غربی از جمله شهرهای ارومیه، خوی، ماکو و قره ضیاالدین بود چون بیشترین درصد گرفتگی در ایران در این مناطق بود.

## نگارخانه

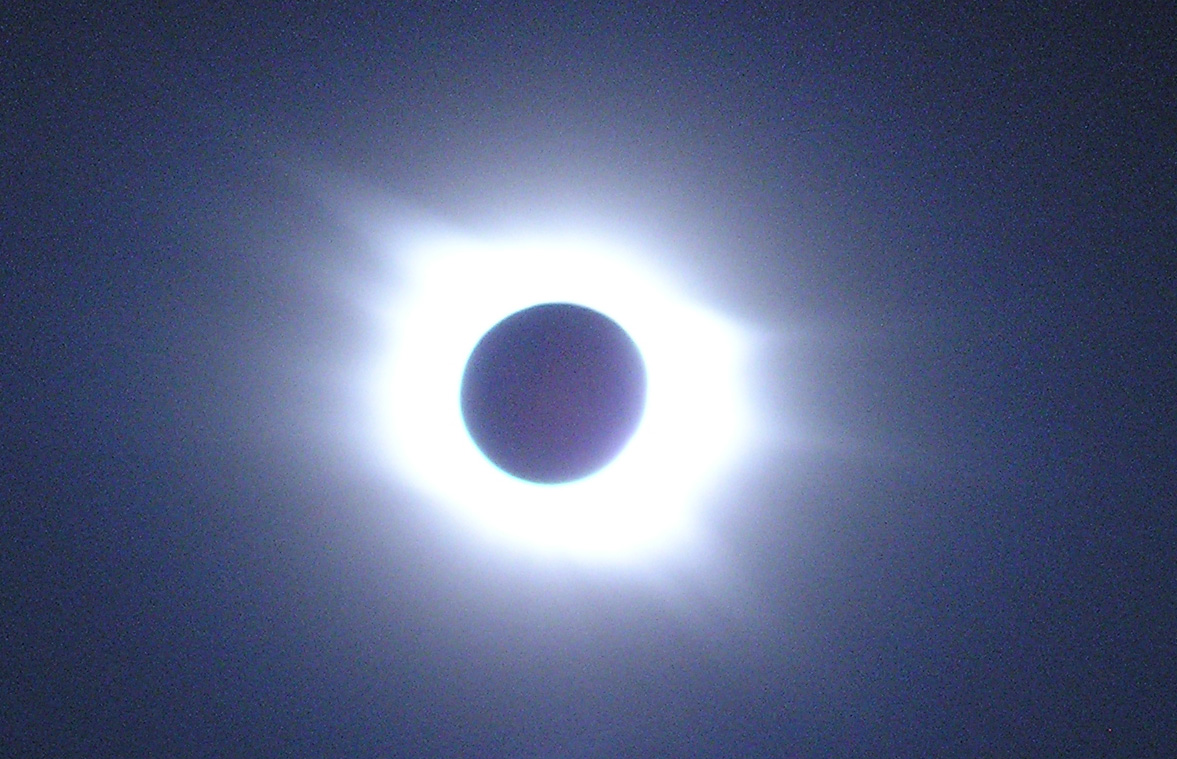
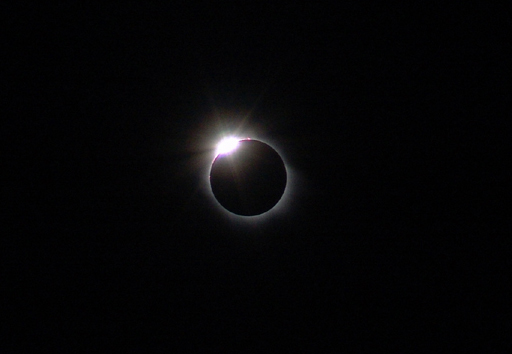
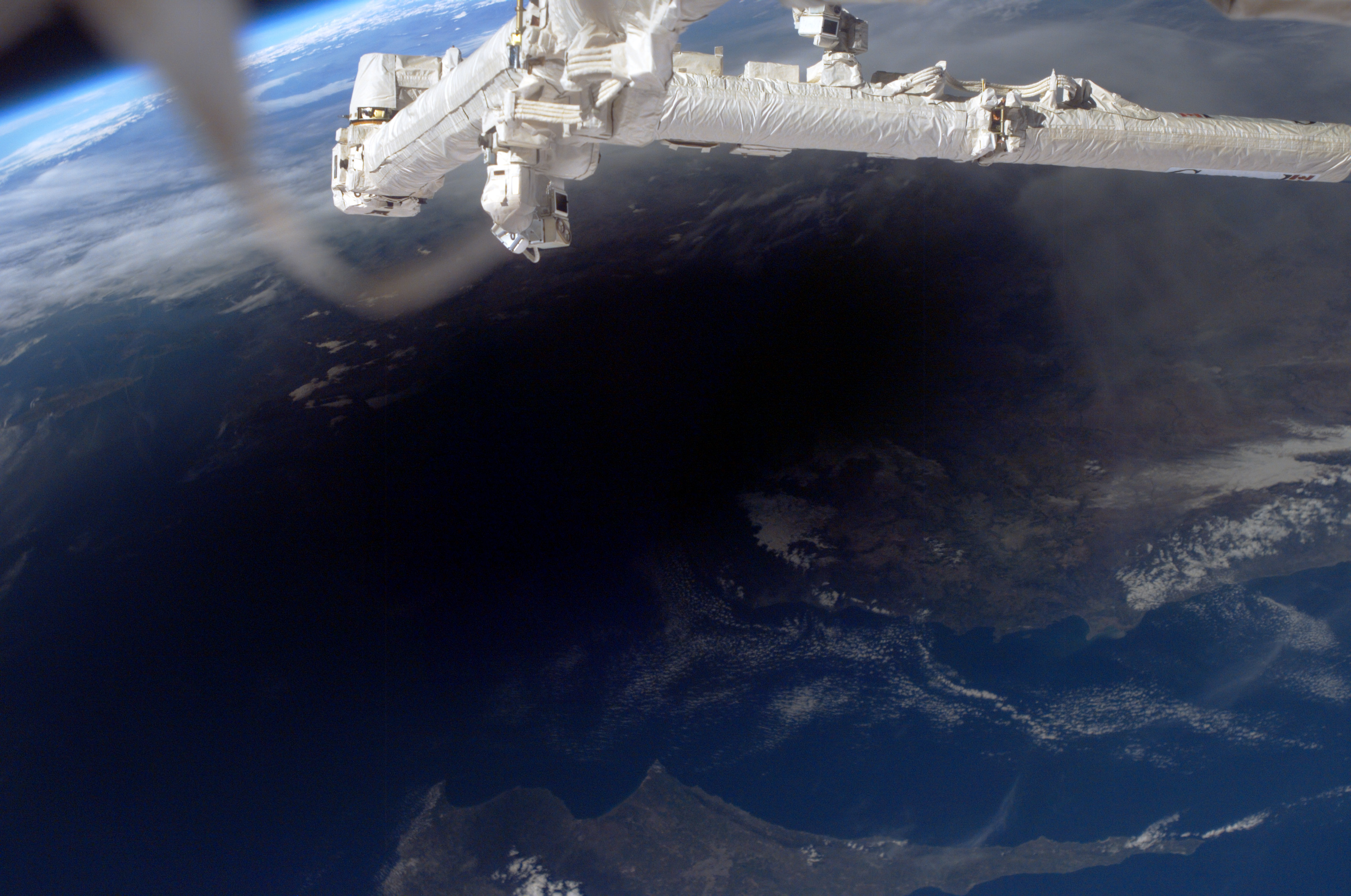
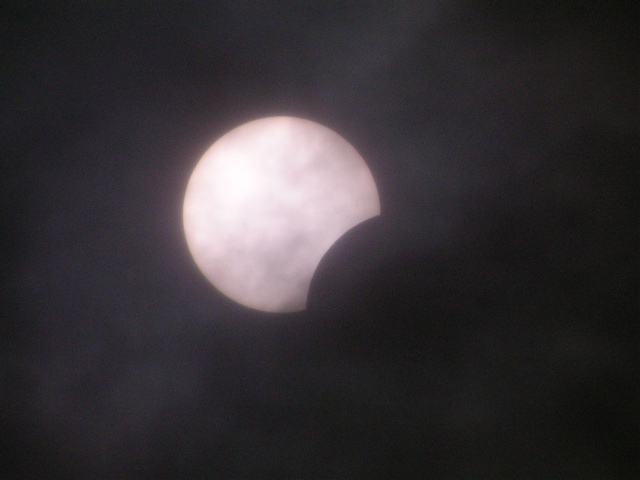
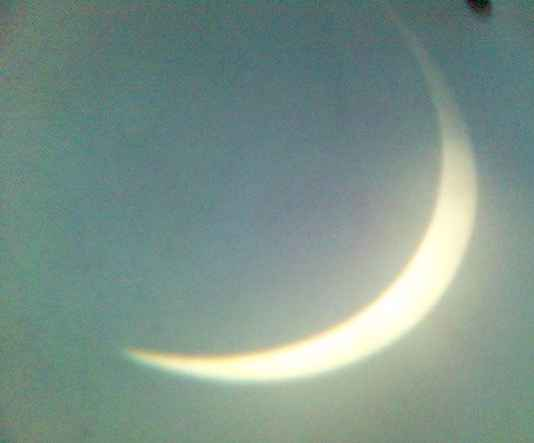
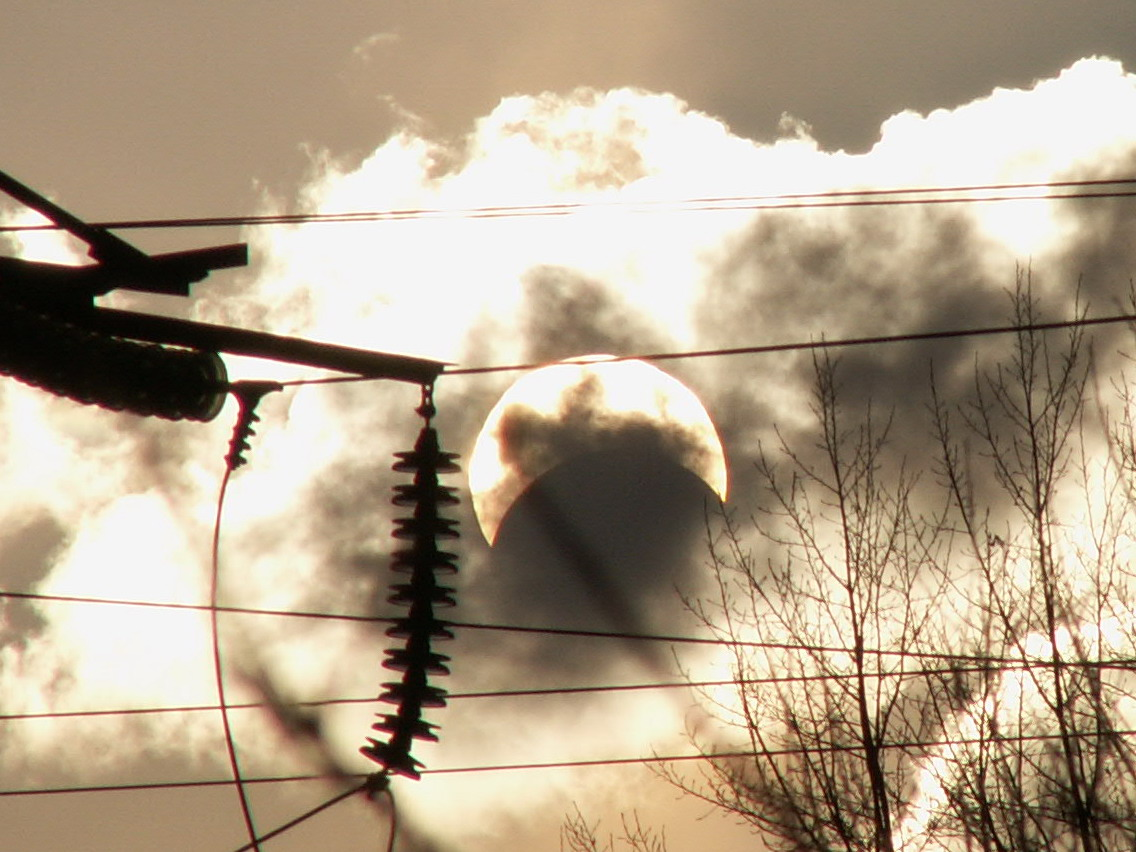
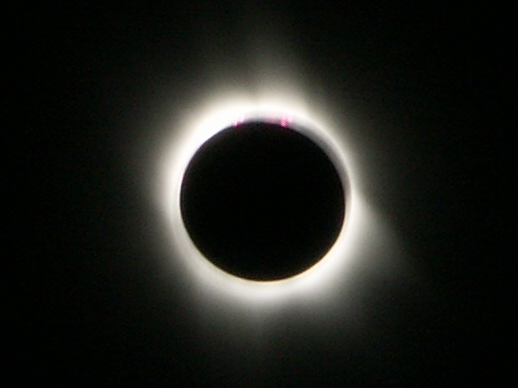
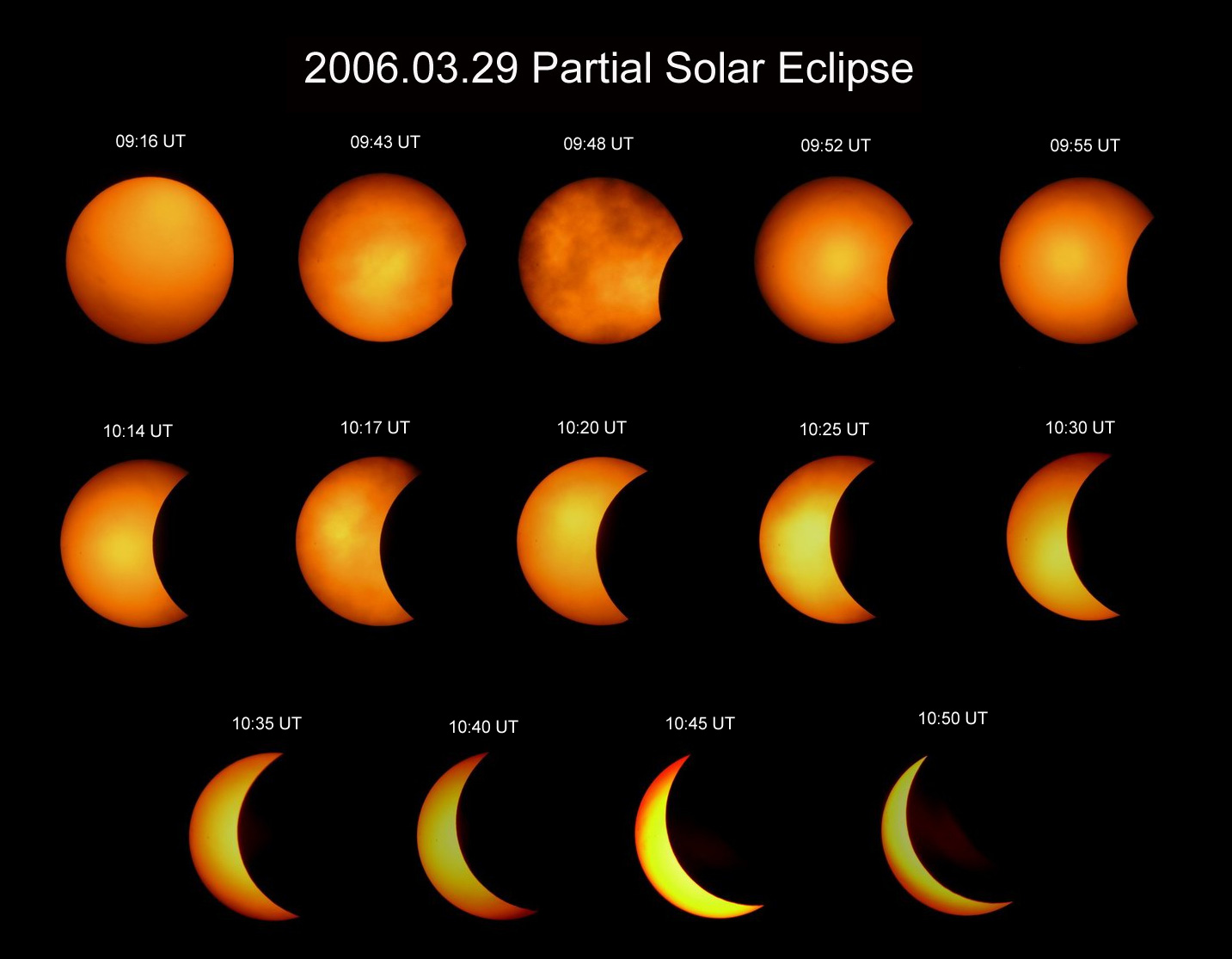